# Nina Bawden
Nina Bawden CBE (Ilford, 19 de janeiro de 1925 — Londres, 22 de agosto de 2012), foi uma escritora britânica.
Foi vencedora do Guardian Prize em 1976 com a obra The Peppermint Pig e do Phoenix Award em 1993.

## Publicações
| Romances - Who Calls the Tune, 1953 - The Odd Flamingo, 1954 - Change Here for Babylon, 1955 - The Solitary Child, 1956 - Devil by the Sea, 1957 - Just Like a Lady, 1960 - In Honour Bound, 1961 - Tortoise by Candlelight, 1963 - Under the Skin, 1964 - A Little Love, A Little Learning, 1965 - A Woman of My Age, 1967 - The Grain of Truth, 1968 - The Birds on the Trees, 1970 - Anna Apparent, 1972 - George Beneath a Paper Moon, 1974 - Afternoon of a Good Woman, 1976 - Familiar Passions, 1979 - Walking Naked, 1981 - The Ice House, 1983. - Circles of Deceit, 1987 - Family Money, 1991 - A Nice Change, 1997 | Infantil - The Secret Passage, 1963 - On the Run, 1964 - The White Horse Gang, 1966 - The Witch's Daughter, 1966 - A Handful of Thieves, 1967 - The Runaway Summer, 1969 - Squib, 1971 - Carrie's War, 1973 - The Peppermint Pig, 1975 - Rebel on a Rock, 1978 - The Robbers, 1979 - Kept in the Dark, 1982 - The Finding, 1985 - Princess Alice, 1985 - Keeping Henry, 1988 - The Outside Child, 1989 - Humbug, 1992 - The Real Plato Jones, 1993 - Granny the Pag, 1996 - Off the Road, 1999 - William Tell, 1981 - St. Francis of Assisi, 1983 - In My Own Time, 1994 |